# Verdens Vigtigste Sandheder
Verdens Vigtigste Sandheder (V.V.S.) var et satireprogram på Danmarks Radios P3, der blev sendt søndag formiddag klokken 10:30 og genudsendt om aftenen i perioden frem til 1992. Programmet blev til at starte med sendt på skift med det foregående satireprogram, Huttelihutlisten indtil det endeligt fuldt ud afløste dette.

## Indhold
Programmet bestod af en række faste elementer, eller scenarier, hvori ugens begivenheder blev behandlet ud fra en satirisk vinkel. Lytteren blev guidet igennem af værterne "Lea" og "Thomas", og ellers blev programmet kun afbrudt af parodier på reklamer. 
Af faste elementer var der "Auradioavisen"; "Ævlevatøren", en parodi på TV2-programmet Elevatoren; "Poul Nyrups dagbog" ("jeg blev heller ikke statsminister i denne uge"); "Ungdomsserien Klampenborg 2930" -med Brandon og Branda, der snakker om hvor hårdt de rige har det; "Den udsendte medarbejder" ("stemningen er hektisk her i..."); Lokalradioparodien "Radio Kiks" med Kenneth the Wavemaster Jørgensen; Emnet "Hvad ungdommen har at sige", hvilket generelt er at den "haaaader" det emne der omhandles; og endeligt var der "Et digt" (elsket af Lea, hadet af Thomas) og "Sport" (elsket af Thomas, hadet af Lea).